# Казка про Хлопчиша-Кибальчиша
«Казка про Хлопчиша-Кибальчиша» (рос. «Сказка о Мальчише-Кибальчише») — український радянський дитячий повнометражний кольоровий художній фільм 1964 року за мотивами твору Аркадія Гайдара «Казка про військову таємницю, про Хлопчиша-Кибальчиша і його тверде слово».

## Сюжет
У Радянській країні сільські діти граються на вулиці в хованки. Один з них, Хлопчиш-Кибальчиш, демонструє відвагу, витягнувши з колодязя хлопчика, що необачно там сховався. Водночас жадібний Хлопчиш-Поганиш за яблуко видає, де ховаються інші. В село пробирається шпигун ворогів — буржуїнів, і підкупляє Хлопчиша-Поганиша солодощами й обіцянками. Буржуїни готуються напасти на країну і шпигун хоче вивідати Військову Таємницю — звідки береться в жителів сила битися, хоч які б не були втрати.
Прибуває гонець зі звісткою про війну. Батько Хлопчиша-Кибальчиша вирушає стримувати буржуїнів, поки не прибуде Червона армія. Кибальчиш сторожить поле і підстрелює шпигуна, коли той підпалює збіжжя. Поганиш за солодощі служить шпигуну шкідництвом — підкладає камені під коси та вставляє палиці в колеса.
Знову прибігає гонець і просить про підмогу. Старший брат Кибальчиша слідом за батьком вирушає на війну. Незабаром гонець прибуває востаннє, поранений і без коня, та просить дати ще допомоги. З дорослих в селі лишився тільки старий немічний дід. Кибальчиш закликає дітей іти воювати з буржуїнами. Поганиш приєднується, щоб не видати своєї зради.
Шпигун вимагає в діда видати Військову Таємницю. Той обдурює його і скидає в колодязь. Діти тим часом стримують наступ ворогів. Головний буржуїн дізнається, що веде їх Хлопчиш-Кибальчиш. Хлопчиш-Поганиш неохоче допомагає на війні. Він не приносить вчасно боєприпаси, тому буржуїни оточують дітей. Вони б'ються чим можуть, але буржуїни лякаються Поганиша, який ніс набої. Шпигун дає Поганишу бомбу, а його самого схоплює Кибальчиш з друзями. Тоді шпигун видає зраду Поганиша, та йому не вірять. Склад з припасами вибухає і дітей схоплюють буржуїни.
Головний буржуїн наказує вивідати в Кибальчиша Військову Таємницю. Поганиша приймають в буржуїнство, призначають йому купу солодощів і нагороджують орденом, а всіх полонених дітей віддають йому в прислугу.
Прибуває Червона армія і Головний буржуїн хоче якомога швидше дізнатись Військову таємницю. Буржуїнів розбивають і вони відступають. Хлопчиш-Кибальчиш каже, що є таємниця, але він її не видасть, а самі буржуїни не здогадаються. Буржуїни тікають, але Кибальчиша встигають стратити. Поганиш лишається в палаці буржуїнів, який обвалюється. На місце загибелі Кибальчиша приходять червоноармійці та віддають шану його жертві.

## У ролях
У головних ролях:
- Сергійко Остапенко — Хлопчиш-Кибальчиш
- Сергійко Тихонов — Хлопчиш-Поганиш
- Анатолій Юрченко — гонець
- Сергій Мартінсон — Дядько 518, шпигун буржуїнів
- Леонід Галліс — Головний буржуїн
- Дмитро Капка — головний генерал

В інших ролях:
- Рафік Сабіров, Шурик Харитонов, Володя Квятко, Вася Талько, Коля Костенко, Юра Кузнецов — хлопчиші
- Юрій Лавров — буржуїн у палаці
- Петро Соболевський — буржуїнський офіцер
- Петро Кірюткін — дід
- Альберт Шестопалов — батько Кибальчиша
- Володимир Кисленко — старший брат Хлопчиша
- Сергій Сібель, Олександр Толстих — буржуїни
- Вітольд Янпавліс, Лев Перфілов — буржуїнські офіцери
- Віктор Поліщук, Андрій Гриневич, Вітаутас Пуоджюкайтіс та ін.

## Знімальна група
- Сценарист і режисер-постановник: Євген Шерстобитов
- Оператор-постановник: Михайло Бєліков
- Художник-постановник: Валерій Новаков
- Композитори: Азон Фаттах, Володимир Рубін
- Режисер: В. Бузилевич
- Звукооператор: Натан Трахтенберг
- Другий оператор: Микола Журавльов
- Гример: І. Журавльова
- Комбіновані зйомки: оператор — О. Ананасов, художник — Михайло Полунин
- Консультанти: М. Осликовський, М. Романенко, М. Тверськой
- Редактор: Валентина Ридванова
- Директор картини: Олексій Ярмольський

## Нагороди
- 1965: Приз ЦК ЛКСМ України найкращому фільму для молоді
- 1965: Кінофестиваль дитячих і юнацьких фільмів у Харкові — Диплом Євгенові Шерстобитову за найкращу режисерську роботу

## Критика
За СРСР «Казка про Хлопчиша-Кибальчиша» здобула відомість як класичний дитячий фільм, покликаний формувати у підростаючого покоління уявлення про історію та службу вітчизні.
Після розвалу СРСР фільм почав сприйматися як агітаційний, в якому образ капіталістичних «класових ворогів» — буржуїнів, змішується з білогвардійцями та нацистами. Відзначалося, що він продовжує лінію післявоєнної мілітаризації в радянській культурі.

## Вплив
Образ Хлопчиша-Поганиша після занепаду радянської ідеології став використовуватися для характеристики різноманітних осіб, переважно політиків, яким приписується продажність.
Російський письменник і журналіст Федір Раззаков відгукувався, що фільм прямо суперечить насталій реальності: «…радянський фільм, знятий за нею [казкою] в 1964 році Євгеном Шерстобитовим, в капіталістичній Росії потрапив в розряд заборонених — його не показують по телебаченню, не згадують у пресі. Що цілком зрозуміло: ця, на вигляд безневинна дитяча казка, насправді є одним з найталановитіших творів, що викриває новоявлених російських буржуїнів. Один Хлопчиш-Поганиш чого вартий — в його образі можна побачити всіх нинішніх продажних діячів, які за „медовий пряник“ і орден зрадника першого ступеня готові відректися від кого завгодно: від власних батьків, товаришів і рідної Батьківщини».